# Environmentalisté pro jadernou energii
Environmentalisté pro jadernou energii nebo taky Ochránci životního prostředí pro jadernou energii anglicky Environmentalists for Nuclear Energy (zkratkou EFN) německy „Umweltschützer für die Kernenergie“ francouzsky Association des Ecologistes Pour le Nucléaire (AEPN) je mezinárodní ekologická projaderná nezisková organizace založená francouzským ekologem, publicistou a propagátorem zdravého životního stylu Brunem Comby v roce 1996.

## Charakteristika
Členové a sympatizanti této organizace považují odmítání jaderné energie založené na ochraně životního prostředí za jedno z největších nedorozumění a omylů 20. století.
Vznik organizace je spojen s vydáním stejnojmenné knihy Bruna Comby v roce 1996 ve Francii, které tehdy vzbudilo obecnou pozornost. Podle vlastních údajů má organizace 9000 členů nebo zaregistrovaných příznivců.
Čestným členem organizace je mj. ekolog James Lovelock, autor Teorie Gaia.